# Silbergeier

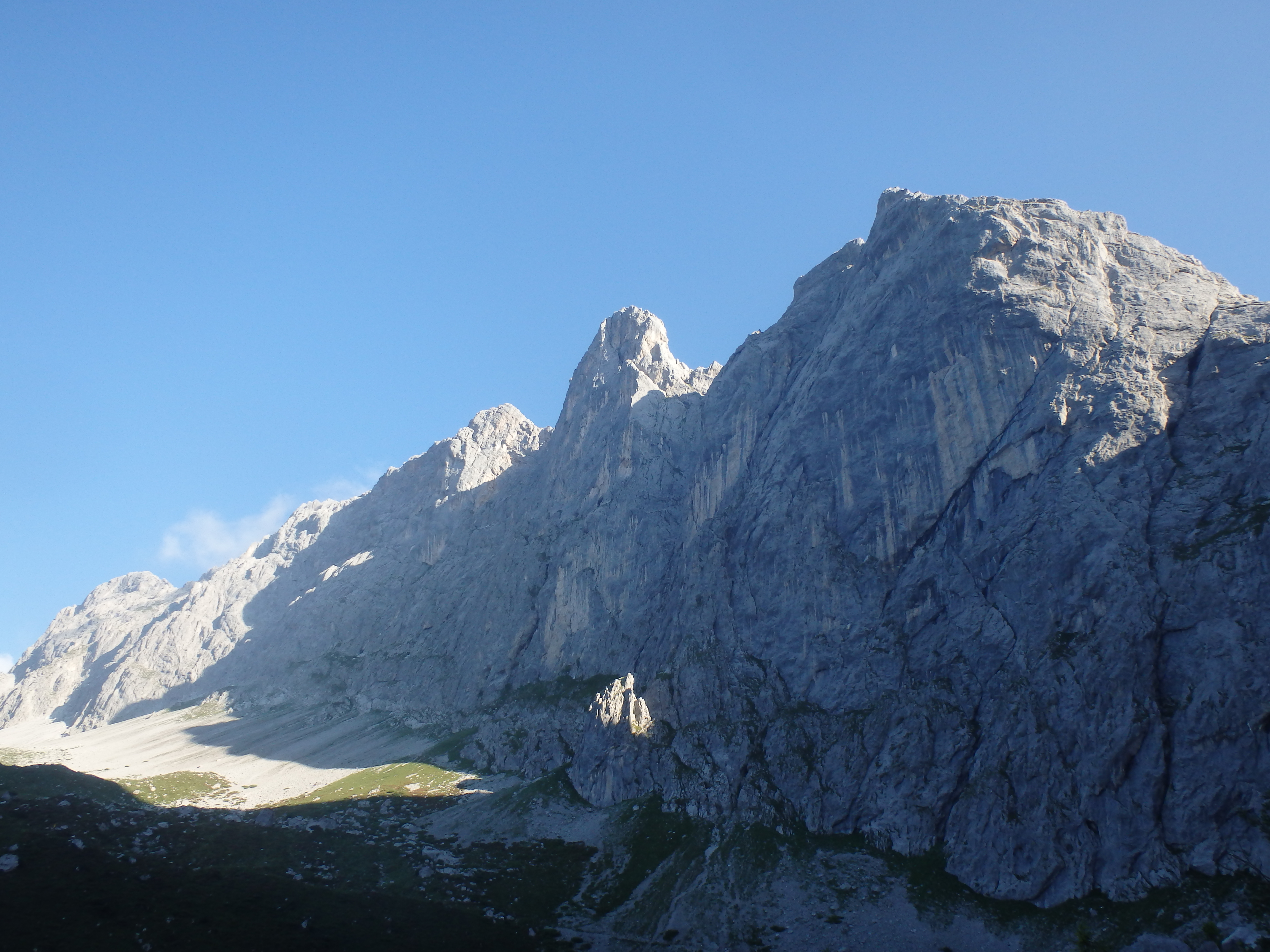
Die Südwände der Kirchlispitzen

Der Silbergeier ist eine alpine Sportkletterroute im Rätikon, einer Gebirgsgruppe der Ostalpen. Die Route befindet sich an der Südwand der 4. Kirchlispitze auf der Schweizer Seite, ist etwa 185 m lang und ist in sechs Seillängen unterteilt (8b+, 7c+, 8a+, 7a+, 8b+ und 7c+). Sie wurde 1993 von Beat Kammerlander von unten, ohne sich davor abzuseilen, eröffnet und 1994 in einem Tag frei geklettert. Der Rätikon ist bekannt für seine kompakten Kalkplatten und technisch anspruchsvolle Kletterei, Kammerlander machte dort schon zuvor schwere Erstbegehungen, darunter New Age (1988, 8a+) und die Unendliche Geschichte (1991, 8b+).

## Die alpine Trilogie
Im Jahr der Erstbegehung (1994) gelangen auch Stefan Glowacz Des Kaisers neue Kleider am Wilden Kaiser und Thomas Huber End of Silence am Feuerhorn in den Berchtesgadener Alpen. Diese drei herausragenden Touren gelangten bald zu großer Bekanntheit und wurden zur berüchtigten „alpinen Trilogie“. Lange Zeit waren die Teile der Trilogie die schwersten Kletterwege der Alpen, auch heute sind sie noch echte Prüfsteine für Spitzenkletterer. Erst als Alexander Huber im Winter 2000 an der westlichen Zinne der Drei Zinnen Bellavista (8c) eröffnete und im darauffolgenden Jahr frei kletterte, gibt es einen noch herausfordernderen Nachfolger.

## Wiederholungen

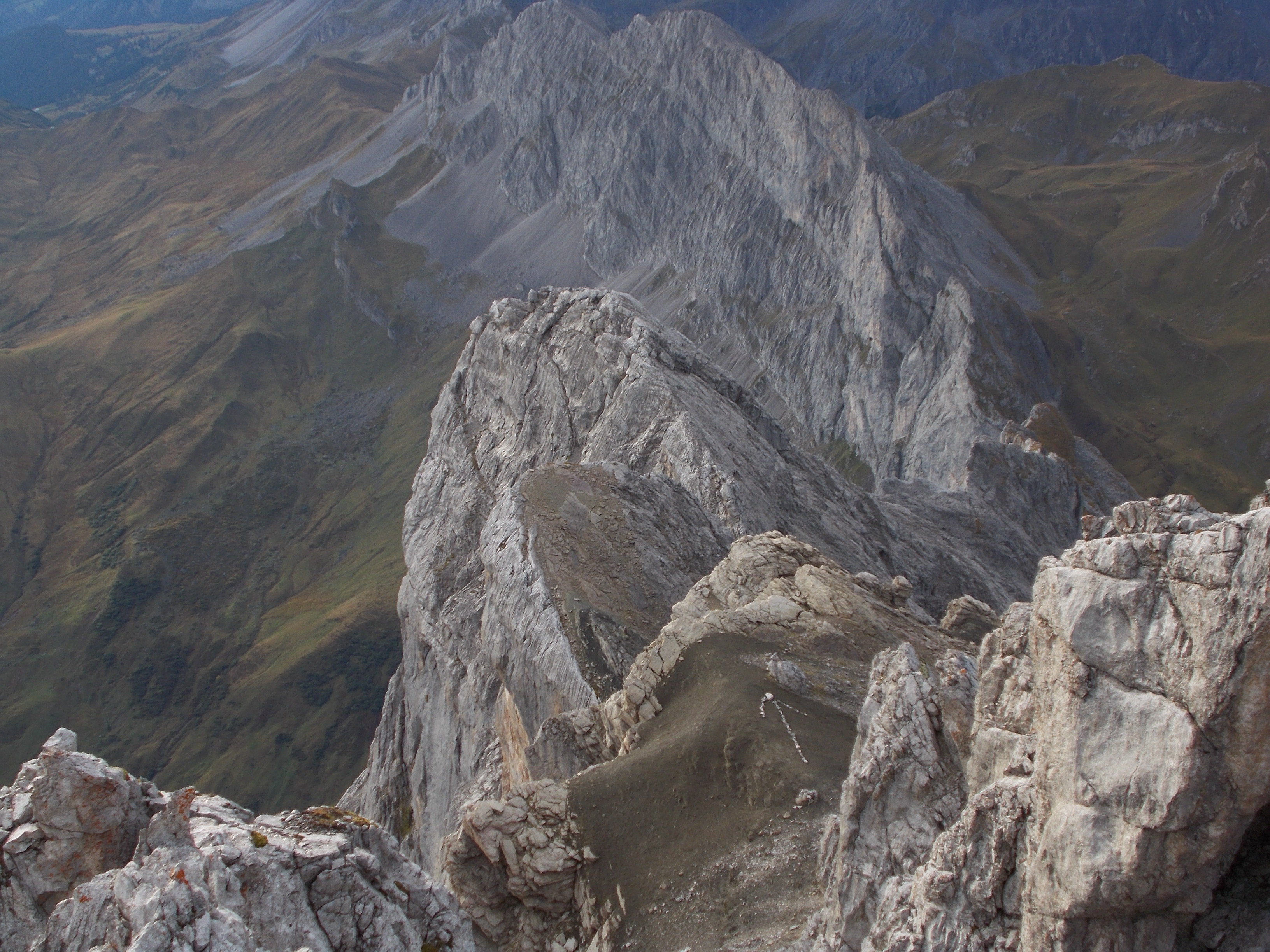
Blick von der Drusenfluh in die Südwände der Kirchlispitzen (hinten).

Die erste Wiederholung des Silbergeiers machte Peter Schäffler 1997, der wie Kammerlander aus Vorarlberg stammt. Später konnten ihn auch Stefan Glowacz (1998) und der Italiener Pietro dal Pra (1999) wiederholen. Seit damals waren eine Handvoll Spitzenkletterer an der Route erfolgreich, der prominenteste darunter vielleicht Adam Ondra, der die Route 2007 mit 14 Jahren in einem Tag kletterte. Die Schweizerin Nina Caprez konnte die renommierte Tour 2011 als erste Frau frei klettern. Barbara Zangerl aus Österreich kletterte die Tour 2013, im gleichen Jahr vollendete sie als erste Frau und fünfte Person überhaupt, die alpine Trilogie.